# Gambarogno
Gambarogno je obec ve švýcarském kantonu Ticino, okresu Locarno. Žije zde přibližně 5 200 obyvatel.

## Geografie
Obec se rozkládá na celém levém břehu jezera Lago Maggiore od roviny Magadino až k italským hranicím a od hladiny jezera (193 m n. m.) až po vrchol Monte Tamaro (1960 m n. m.). Obec jednou z nejníže položenou obcí ve Švýcarsku, protože její centrum leží přímo na jezeře. Sousedními obcemi jsou Alto Malcantone, Cadenazzo, Locarno, Mezzovico-Vira a Monteceneri.

## Historie
Obec Gambarogno vznikla 25. dubna 2010 sloučením obcí kraje Gambarogno, a to Caviano, Contone, Gerra (Gambarogno), Indemini, Magadino, Piazzogna, San Nazzaro, Sant’Abbondio a Vira.
Sloučení bylo schváleno voliči osmi obcí 25. listopadu 2007, a to většinou 66 % až 84 %. Proti sloučení obcí se vyslovilo pouze San Nazzaro, kde 60 % hlasujících bylo proti. Kantonální parlament přesto 23. června 2008 rozhodl o sloučení všech devíti obcí, jak to za určitých podmínek předpokládá zákon - pokud by se San Nazzaro vyslovilo proti, nová obec by byla rozdělena na dvě části. Proti tomuto rozhodnutí parlamentu bylo podáno odvolání ke Spolkovému nejvyššímu soudu. Jelikož bylo zamítnuto, sloučení bylo dokončeno.

## Obyvatelstvo

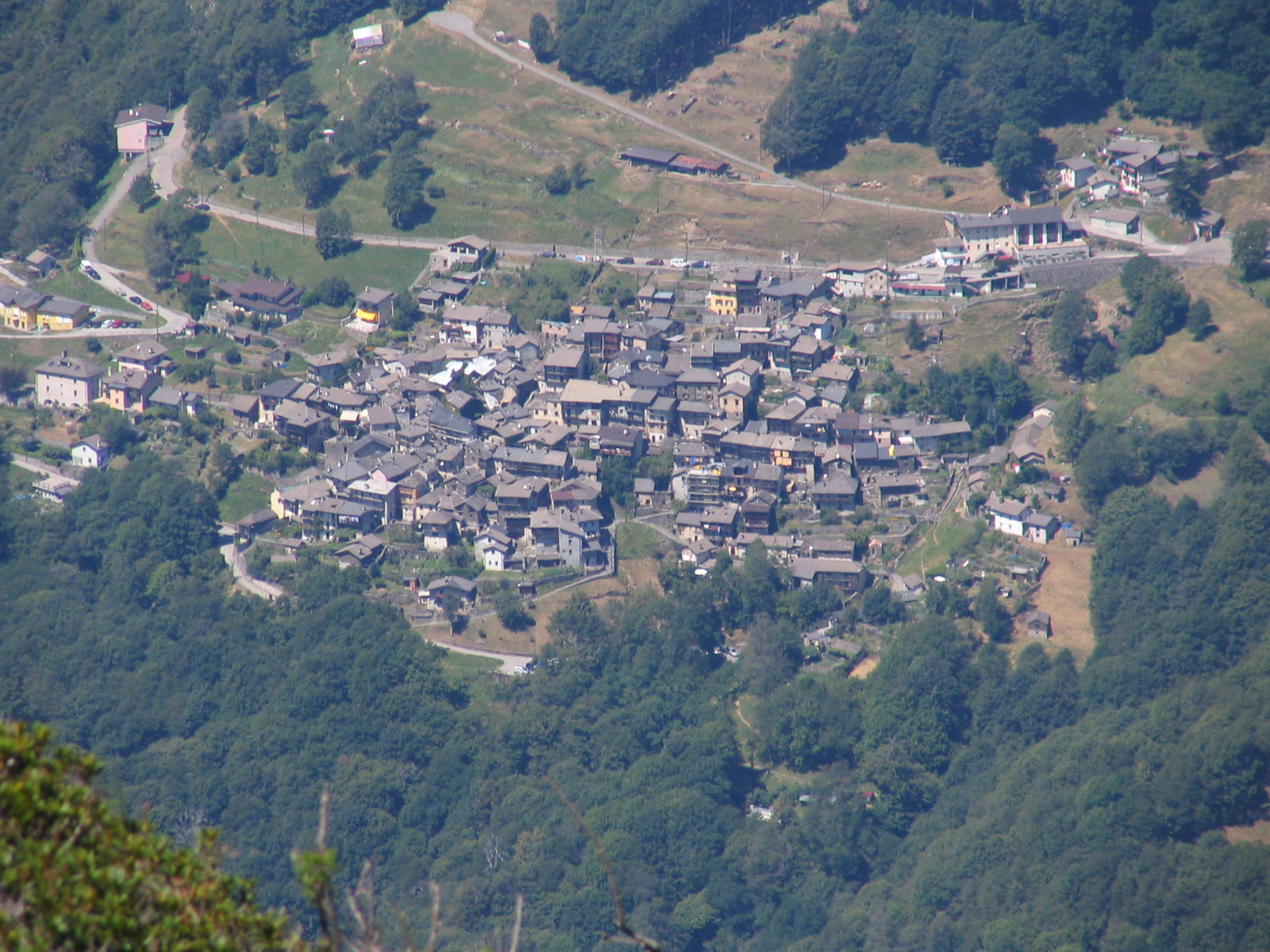
Indemini

| Vývoj počtu obyvatel | Vývoj počtu obyvatel | Vývoj počtu obyvatel | Vývoj počtu obyvatel | Vývoj počtu obyvatel | Vývoj počtu obyvatel | Vývoj počtu obyvatel |
| -------------------- | -------------------- | -------------------- | -------------------- | -------------------- | -------------------- | -------------------- |
| Rok                  | 2010                 | 2017                 | 2018                 | 2019                 | 2020                 |                      |
| Počet obyvatel       | 4888                 | 5137                 | 5192                 | 5136                 | 5163                 |                      |

## Zástavba
Obec Gambarogno je příkladem rozsáhlé zástavby, která je u švýcarských jezer běžná. Na rozdíl od sousední aglomerace Locarna není obec Gambarogno městskou oblastí, kde by se očekával silný tlak na osídlení, ale venkovskou oblastí s nízkou hustotou obyvatelstva. Nápadné na obci Gambarogno je to, že rozrůstání měst přesto vedlo k nekontrolovanému srůstání míst, která jsou od sebe vzdálena více než tři kilometry, jako je například úsek mezi vesnicemi Gerra a Dirinella. Také pobřeží jezera od Magadina po San Nazzaro je přeplněné roztroušenými domy. Rozrůstání sídel v Gambarognu se neomezuje pouze na pobřeží jezera, ale i vesnice nad jezerem Lago Maggiore do značné míry srostly. Jedinou bývalou obcí, která není téměř zasažena urbanistickým rozrůstáním, je horská vesnice Indemini.